# Liste der Stolpersteine in Birkenfeld
Die Liste der Stolpersteine in Birkenfeld enthält alle Stolpersteine, die im Rahmen des gleichnamigen Kunst-Projekts von Gunter Demnig in Birkenfeld verlegt und gefunden wurden. Mit ihnen soll an Opfer des Nationalsozialismus erinnert werden, die in Birkenfeld lebten und wirkten.

## Verlegte Stolpersteine
| Bild                                                        | Person, Inschrift | Adresse                                                            | Verlegedatum  | Anmerkung |
| ----------------------------------------------------------- | --- | ------------------------------------------------------------------ | ------------- | --------- |
| Stolperstein Birkenfeld Achtstraße 9 Max Senator            | Hier wohnte Max Senator Jg. 1889 Flucht 1933 Polen 1941 Łodz/Litzmannstadt ermordet 9.5.1942                                            | Achtstraße 9 · () ·                                                | 15. Sep. 2022 |           |
| Stolperstein Birkenfeld Achtstraße 9 Lydia Senator          | Hier wohnte Lydia Senator geb. Loeb Jg. 1889 Flucht 1933 Polen 1941 Łodz/Litzmannstadt ermordet Juni 1944 Chelmno/Kulmhof               | Achtstraße 9 · () ·                                                | 15. Sep. 2022 |           |
| Stolperstein Birkenfeld Achtstraße 9 Arthur Senator         | Hier wohnte Arthur Senator Jg. 1919 Flucht 1933 Polen Schicksal unbekannt                                                               | Achtstraße 9 · () ·                                                | 15. Sep. 2022 |           |
| Stolperstein Birkenfeld Achtstraße 9 Gerda Senator          | Hier wohnte Gerda Senator Jg. 1920 Flucht 1933 Polen mit Hilfe überlebt                                                                 | Achtstraße 9 · () ·                                                | 15. Sep. 2022 |           |
| Stolperstein Birkenfeld Achtstraße 9 Doris Senator          | Hier wohnte Doris Senator Jg. 1930 Flucht 1933 Polen 1941 Łodz/Litzmannstadt ermordet Juni 1944 Chelmno/Kulmhof                         | Achtstraße 9 · () ·                                                | 15. Sep. 2022 |           |
| Stolperstein Birkenfeld Am Kirchplatz 13 Otto Pick          | Hier lernte Otto Pick Jg. 1882 im Widerstand Gewerkschaft Flucht 1935 Frankreich USA, Schweiz tot 17.4.1945 Kilchzimmer                 | Am Kirchplatz 13 · vor dem Portal der alten Volksschule · () ·     | 31. Okt. 2018 |           |
| Stolperstein Birkenfeld Bahnhofstraße 7 Ida Schiffmann      | Hier wohnte Ida Schiffmann Jg. 1878 deportiert 1942 Theresienstadt ermordet                                                             | Bahnhofstraße 7 ·                                                  | 11. Mai 2017  |           |
| Stolperstein Birkenfeld Bahnhofstraße 7 Rosa Schiffmann     | Hier wohnte Rosa Schiffmann Jg. 1877 deportiert 1942 Theresienstadt tot auf dem Transport Juli 1942                                     | Bahnhofstraße 7 ·                                                  | 11. Mai 2017  |           |
| Stolperstein Birkenfeld Schneewiesenstraße 22 Gerhard Storm | Am Gymnasium lernte Kaplan Gerhard Storm Jg. 1888 verhaftet 15.5.1942 'Kanzelmissbrauch' Gefängnis Düsseldorf Dachau ermordet 20.8.1942 | Schneewiesenstraße 22 · vor dem Portal des alten Gymnasiums · () · | 11. Mai 2017  |           |